# Olsen-banden deruda'
Olsen-Banden deruda' är en dansk komedifilm från 1977 i regi av Erik Balling. Manuset skrevs av Balling och Henning Bahs. Det är den nionde i serien av Olsen-banden-filmerna.

## Handling
Egon Olsen har en ny plan på gång, men hans kumpaner Kjeld och Benny föredrar hellre att lyssna på Yvonnes kriminelle brorson Georg istället eftersom hans metoder är mer moderna och datainriktade. En konflikt uppstår mellan Egon och Georg.

## Om filmen

### Norsk version
Olsenbanden och Data-Harry spränger världsbanken från 1978 är en norsk version av denna film.

### Chaplin
En scen i filmen är inspirerad av Charlie Chaplins film Moderna tider från 1936.

## Rollista
- Ove Sprogøe - Egon
- Morten Grunwald - Benny
- Poul Bundgaard - Kjeld
- Kirsten Walther - Yvonne
- Claus Ryskjær - Georg
- Paul Hagen - Hansen
- Ove Verner Hansen - biff
- Axel Strøbye - Detective Jensen
- Dick Kaysø - polis Holm
- Holger Juul Hansen - körskollärare Larsen
- Karl Stegger - vakt i Världsbanken
- Arthur Jensen - parkeringsvakt
- Bjørn Watt Boolsen - Holm Hansen
- Pouel Kern - avgående vakt
- Birger Jensen - junior vakt
- Ejner Federspiel - vakt i K.T.A.S.
- Jørgen Beck - Sentry Man
- Edward Fleming - Sentry Man
- Poul Thomsen - Supermarket
- Solveig Sundborg - bussresenärer
- Ernst Meyer - man som ger Hallandsen bilnycklar
- Holger Vistisen - mannen framför banken
- Holger Perfort - Keeper
- Sisse Reingaard - bilist i gul Renault
- Magnus Magnusson - förare i en bil med rörliga last på taket
- Kirsten Hansen-Møller - passagerare
- Ole Andreasen - TV hallåman[2]